# مارلين شاريل
مارلين شاريل (بالألمانية: Marlene Charell)‏ (ولدت أنجيلا ميبس في 27 يوليو 1944 في وينسين) فنانة ألمانية وراقصة ونجمة رائدة في لو ليدو في باريس من عام 1968 حتى نهاية عام 1970. اسمها الفني هو اندماج الفنانين مارلينه ديتريش وإريك تشاريل. قدمت مسابقة الأغنية الأوروبية الثامنة والعشرين عام 1983.

## روابط خارجية
- مارلين شاريل على موقع IMDb (الإنجليزية)
- مارلين شاريل على موقع مونزينجر (الألمانية)
- مارلين شاريل على موقع ألو سيني (الفرنسية)
- مارلين شاريل على موقع ميوزك برينز (الإنجليزية)
- مارلين شاريل على موقع ديسكوغز (الإنجليزية)
- مارلين شاريل على موقع قاعدة بيانات الفيلم (الإنجليزية)
- مارلين شاريل على موقع كينوبويسك (الروسية)
- مارلين شاريل في قاعدة بيانات الأفلام على الإنترنت

| سبقه جان ليمينغ | مقدمي مسابقة الأغنية الأوروبية 1983 | تبعه ديزيريه نوسبوش |